# باراکووو (بلغارستان)
باراکووو (به بلغاری: Barakovo) یک منطقهٔ مسکونی در بلغارستان است که در استان کیوستندیل واقع شده‌است.
 باراکووو ۷٫۹۷۹ کیلومتر مربع مساحت و ۴۶۸ نفر جمعیت دارد و ۳۸۴ متر بالاتر از سطح دریا واقع شده‌است.